# Heinrich Wiethase
Heinrich Johann Wiethase (* 9. August 1833 in Kassel; † 7. Dezember 1893 in Köln) war ein deutscher Architekt; er wirkte als Diözesanbaumeister des Erzbistums Köln.

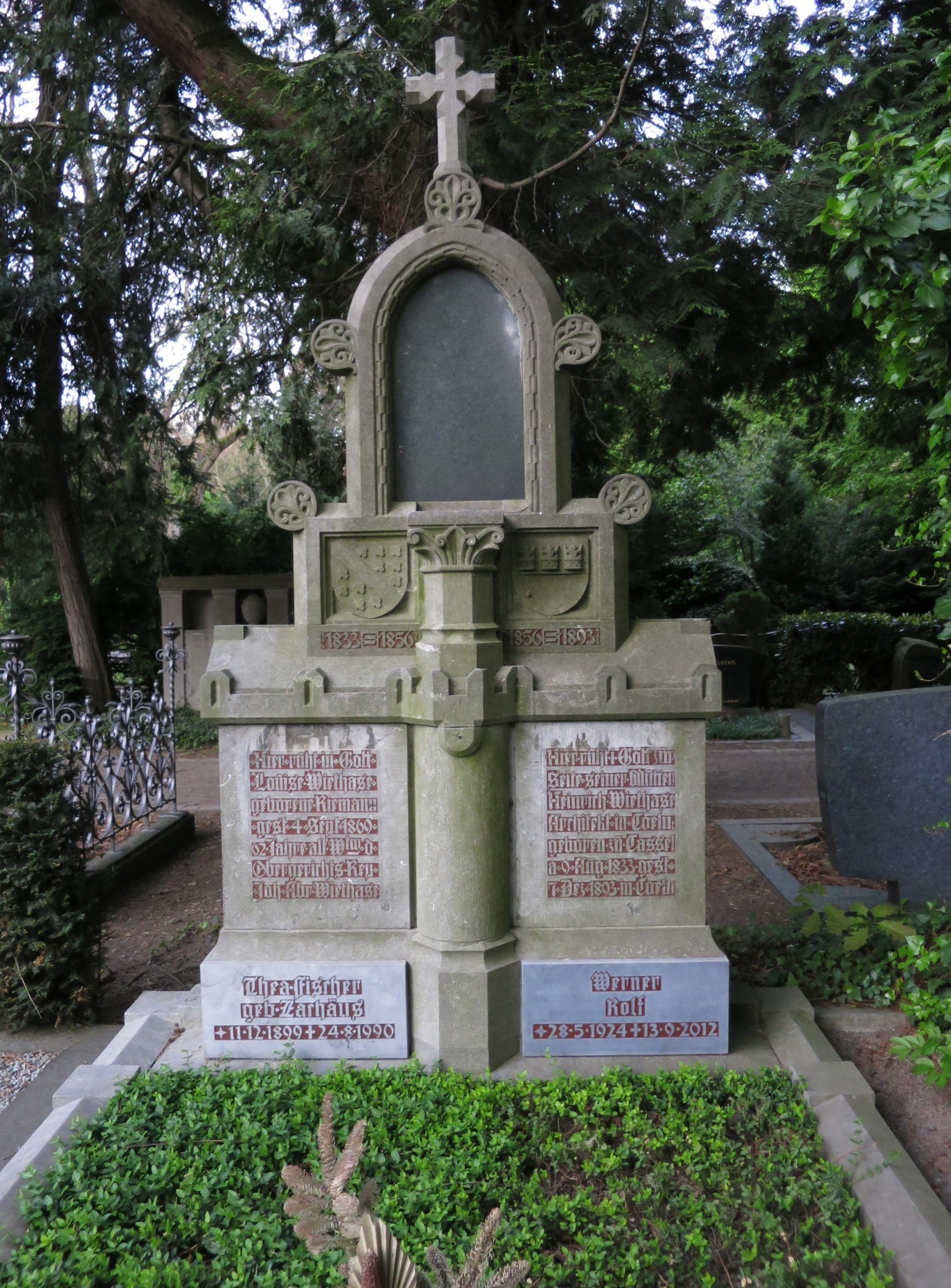
Grab auf dem Melaten-Friedhof (2018)

## Leben
Nach einer ersten Ausbildung bei Georg Gottlob Ungewitter in Kassel arbeitete Wiethase in Köln in der Dombauhütte unter dem Bauführer Vincenz Statz. Nach Ablegung der Maurer- und Steinmetzmeisterprüfung wirkte er unter der Leitung von Julius Carl Raschdorff an der Restaurierung des Kölner Gürzenich mit. Danach wurde er zunächst Mitarbeiter des Architekten Friedrich von Schmidt, im Anschluss daran studierte Wiethase als Hospitant an der Berliner Bauakademie und gewann dort 1861 den Schinkelpreis. Obwohl er evangelischer Konfession war, wurde er aufgrund seiner Leistungen und seiner umfangreichen Baupraxis am Ort Diözesanbaumeister des katholischen Erzbistums Köln.
Seine Grabstätte befindet sich auf dem Kölner Melaten-Friedhof (Lit. J, zwischen Lit. C+D).
Nach ihm ist die Wiethasestraße in Köln-Braunsfeld benannt.

## Entwürfe und Bauten
Mehrere hundert Baupläne von Wiethase befinden sich im Historischen Archiv der Stadt Köln und belegen u. a. viele Kirchengebäude, die er im Rheinland geplant und gebaut hat.
| Jahr                 | Bild | Ort                | Objekt                                                     | Bundesland             | Kommentar |
| -------------------- | ---- | ------------------ | ---------------------------------------------------------- | ---------------------- | --- |
| 1861–1863            |      | Kempen             | Burg Kempen                                                | Nordrhein-Westfalen    | Rekonstruktion der Burgruine                                                                                              |
| 1862–1865            |      | Aachen             | Redemptoristenkloster Aachen                               | Nordrhein-Westfalen    | Profanierung 2005 |
| 1862–1864, 1887/1888 |      | Rheinböllen        | Puricelli-Stift                                            | Rheinland-Pfalz        | |
| 1864–1869            |      | Eilendorf          | Katholische Pfarrkirche: St. Severin                       | Nordrhein-Westfalen    | |
| 1864–1869            |      | Pinnow             | Umbau des Herrenhauses Pinnow für Friedrich von Klinggräff | Mecklenburg-Vorpommern | |
| 1865–1871            |      | Hüls               | Katholische Pfarrkirche: St. Cyriakus                      | Nordrhein-Westfalen    | |
| 1867–1869            |      | Neunkirchen (Saar) | Evangelische Christuskirche                                | Saarland               | Nach Krieg verändert wieder aufgebaut.                                                                                    |
| 1867–1871            |      | Ruhrort            | Katholische Pfarrkirche: St. Maximilian                    | Nordrhein-Westfalen    | Teilausführung eines ursprünglichen Neubau-Konzeptes.                                                                     |
| 1870                 |      | Ginderich          | Katholische Pfarrkirche: St. Mariä Himmelfahrt             | Nordrhein-Westfalen    | Umbau und Renovierung |
| 1871–1874            |      | Duisburg           | Katholische Pfarrkirche: St. Joseph                        | Nordrhein-Westfalen    | kriegszerstört, bauliche Reste in Neubau einbezogen                                                                       |
| 1871–1874            |      | Steinkirchen       | Katholische Filialkirche: St. Martinus                     | Nordrhein-Westfalen    | |
| 1871–1875            |      | Dülken             | Katholische Pfarrkirche: St. Cornelius                     | Nordrhein-Westfalen    | Bauleitung Edmund Renard.                                                                                                 |
| 1873–1874            |      | Alpen              | Katholische Pfarrkirche: St. Ulrich                        | Nordrhein-Westfalen    | |
| 1873–1875            |      | Holten             | Katholische Pfarrkirche: St. Johannes Baptist              | Nordrhein-Westfalen    | nach Kriegsschäden verändert                                                                                              |
| 1874–1876            |      | Haldern            | Katholische Pfarrkirche: St. Georg                         | Nordrhein-Westfalen    | |
| 1877                 |      | Binsfeld           | Katholische Filialkirche: St. Gertrud                      | Nordrhein-Westfalen    | Erweiterung |
| 1877–1880            |      | Frauwüllesheim     | Katholische Filialkirche: St. Mariä Heimsuchung            | Nordrhein-Westfalen    | Umbau und Renovierung |
| 1877–1881            |      | Aachen             | Katholische Pfarrkirche: St. Jakob                         | Nordrhein-Westfalen    | zusammen mit Eduard Linse, nach 1945 verändert                                                                            |
| 1877–1881            |      | Knechtsteden       | Katholische Klosterkirche                                  | Nordrhein-Westfalen    | Wiederaufbau nach Brand                                                                                                   |
| 1878–1883            |      | Waldniel           | Katholische Pfarrkirche: St. Michael                       | Nordrhein-Westfalen    | Hauptwerk |
| 1878–1879            |      | Groß Königsdorf    | Katholische Pfarrkirche: St. Sebastianus                   | Nordrhein-Westfalen    | |
| 1879–1886            |      | Bonn               | Katholische Stiftskirche: St. Johannes Baptist und Petrus  | Nordrhein-Westfalen    | |
| 1880–1882            |      | Walsum             | Katholische Pfarrkirche: St. Dionysius                     | Nordrhein-Westfalen    | [ 3 ] |
| 1880–1884            |      | Warburg            | Burg Calenberg                                             | Nordrhein-Westfalen    | Um- und Neubau |
| 1882                 |      | Heidelberg         | Corpshaus des Corps Vandalia Heidelberg                    | Baden-Württemberg      | |
| 1882–1885            |      | St. Tönis          | Katholische Pfarrkirche: St. Cornelius                     | Nordrhein-Westfalen    | 1. Bauabschnitt Querschiff und Chor, 2. Bauabschnitt Langhaus und Aufstockung Turm 1903/04 durch Edmund Renard vollendet. |
| 1887–1889            |      | Winden             | Katholische Pfarrkirche: St. Urbanus                       | Nordrhein-Westfalen    | |
| 1889–1891            |      | Sankt Goar         | Katholische Pfarrkirche: St. Goar                          | Rheinland-Pfalz        | Zusammen mit Eduard Endler                                                                                                |
| 1891–1894            |      | Gelsenkirchen      | Rathaus                                                    | Nordrhein-Westfalen    | 1970 abgerissen |
| 1891–1894            |      | Köln               | Evangelische Christuskirche                                | Nordrhein-Westfalen    | Bauleitung nach Plänen von August Hartel und Skjøld Neckelmann. Kirche bis auf Turm und Orgelempore 1944 zerstört.        |
| 1891–1897            |      | Oberpleis          | Katholische Pfarrkirche: St. Pankratius                    | Nordrhein-Westfalen    | [ 4 ] |
| 1892–1894            |      | Ratingen           | Katholische Pfarrkirche: St. Peter und Paul                | Nordrhein-Westfalen    | Erweiterung |
| 1892–1894            |      | Wipperfeld         | Katholische Pfarrkirche: St. Clemens                       | Nordrhein-Westfalen    | |
| 1893–1895            |      | Kirn               | Evangelische Kirche                                        | Rheinland-Pfalz        | |
| 1894–1897            |      | Aachen             | Katholische Pfarrkirche: St. Adalbert                      | Nordrhein-Westfalen    | Umbau |

sowie
- Rathaus Gelsenkirchen (abgerissen)
- Rathaus in Düren (zerstört)
- Stadtbibliothek in Düren
- Kapelle in Bonn-Auerberg